# Karol XII

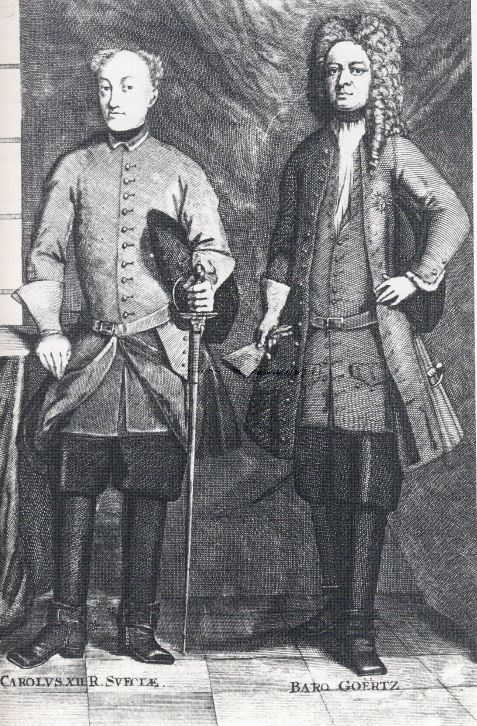
Karol XII i Georg Heinrich von Görtz

Karol XII Wittelsbach, szw. Karl XII, łac. Carolus Rex, także Szwedzki Meteor (ur. 17 (27) czerwca 1682 roku w Sztokholmie, zm. 30 listopada 1718 roku we Fredrikshald (ob. Halden), Norwegia) – od 1697 roku król Szwecji z niemieckiej dynastii Wittelsbachów, książę Palatynatu-Zweibrücken.
Syn króla Szwecji Karola XI Wittelsbacha i księżniczki duńskiej Ulryki Eleonory Oldenburg.
Był wybitnym dowódcą wojskowym. Podczas III wojny północnej (1700–1721) wielokrotnie rozbijał przeważające wojska koalicji Rosji, Saksonii, Danii i Polski.

## Dzieciństwo i wychowanie
Karol XII urodził się 17 (27) czerwca 1682 roku na zamku Trzy Korony w Sztokholmie. Z uwagi na wysoką śmiertelność wśród noworodków, z obawy, że i on wkrótce może umrzeć, na drugi dzień w pośpiechu zorganizowano uroczystości chrzcielne pierworodnego syna króla Karola XI. Od samego początku Karola juniora wychowywano z myślą o tym, że w przyszłości obejmie on władzę i rządy w kraju. Jego program wychowawczy został starannie opracowany przez ojca i przewidywał rozwój młodego księcia w sferze fizycznej i umysłowej. Nie sprawiał problemów wychowawczych, będąc posłusznym dzieckiem i nie buntował się narzuconemu programowi swojego wychowania i edukacji. Gdy miał 4 lata jego wychowawcą został mieszczanin Andreas Norcopensis, który później otrzymał tytuł szlachecki i przybrał nazwisko Nordenhielm. Kolejnym guwernerem księcia został powołany z polecenia Karola XI hrabia Erik Lindschöld. Mając 7 lat, a dokładniej 2 (12) stycznia 1689 roku młody Karol przeszedł spod opieki matki pod opiekę ojca.
Na początek mały książę uczył się pisać po szwedzku. Zdołał nawet napisać list do byłej szwedzkiej monarchini Krystyny, która zamieszkała w Rzymie. Otrzymał od niej odpowiedź w języku francuskim, którego Karol nie znał, co prawdopodobnie mogło mieć wpływ na jego przyszłą niechęć do tego języka. Kiedy Karol skończył osiem lat, jego program wychowawczy został zmodyfikowany. Opracowali go wspólnie Lindschöld i Nordenhielm i podzielono go na dwa rodzaje. Pierwszy obejmował przedmioty związane z naturą duchową i umysłową, a więc przede wszystkim teologia, drugi z kolei odnosił się do spraw politycznych. W tej grupie znalazła się nauka historii, nauk politycznych i języków: niemiecki, łaciński, które Karol z czasem opanował dość dobrze, szczególnie ten pierwszy, którym porozumiewał się biegle i uważał nawet za swój ojczysty, oraz francuski, który rozumiał dobrze, ale nie chciał w nim rozmawiać. Zrezygnowano z zagadnień gramatycznych ze względu na ryzyko zanudzenia chłopca i jego zniechęcenia do dalszej nauki, a skupiono się na podstawowych wyrażeniach i słownictwie i czytaniu wybranych tekstów. Dopiero po ich opanowaniu przechodzono, co ciekawe, za obopólną zgodą wychowawców i ucznia do gramatyki.
Nauka historii obejmowała z początku studia nad tablicami chronologicznymi zawierającymi zapisy najważniejszych wydarzeń, bitew, traktatów, władców. Korzystano przy tym z map. Karol został zapoznany z dziejami starożytnego Rzymu i Szwecji. Historię rzymską poznawał na podstawie Żywotów sławnych mężów autorstwa Publiusa Corneliusa Neposa, Commentarii de bello Gallico Juliusza Cezara, pierwsze dziesięć ksiąg Ad urbe condita (Od założenia miasta Rzymu) i Bellum Punicum Secundum (O drugiej wojnie punickiej) Tytusa Liwiusza. Karolowi miał przypaść najbardziej do gustu Historia Aleksandra Wielkiego Quintusa Curtiusa Rufusa, które to dzieło w formie kieszonkowej wraz z portretem Gustawa II Adolfa miał wozić ze sobą w trakcie kampanii wojennych. Książę został zapoznany z dziełami Cycerona i Johna Barclaya. Lekcje odbywały codziennie od 8:00 do 11:00 i od 14:00-15:00 do 18:00.
Zagadnienia związane z naukami ścisłymi, jak matematyka, rysunek i inżynieria wojskowa oraz sztuką wojenną od 1689 roku wpajał następcy tronu Karl Magnus Stuart, który w przyszłości zostanie mianowany kwatermistrzem. Wiedza przez niego przekazywana padła na podatny grunt, bowiem Karol bardzo lubił te zajęcia. Zapoznał się z taktyką, topografią sztuką fortyfikacyjną i historią wojen. Zajęcia praktyczne młody książę odbywał z samym królem Karolem XI. To dzięki niemu opanował fechtunek, strzelanie i jazdę konną.
Już w wieku 4 lat będąc w siodle wziął udział w przeglądzie gwardii w Djurgården prowadzony przez jednego z oficerów. Razem z królem jeździł na inspekcje, musztry, manewry, jak i zwykłe podróże. Mając 7 lat następca tronu otrzymał od ojca swój własny regiment gwardii. Był świadkiem odlewu armat w Styckjunkargården.
Jednym z punktów zajęć praktycznych było polowanie. W tej dziedzinie młody Karol mógł się pochwalić sukcesami. Gdy miał 10 lat udało mu się zastrzelić wilka, dwa lata później trafił uciekającego lisa i zabił niedźwiedzia. W 1695 roku upolował daniela strzałem z 96 kroków.

## Uroczystościkoronacyjne
Król Karol XI przykuty do łóżka z powodu choroby zmarł w poniedziałek wielkanocny 5 (15) kwietnia 1697 roku. Jego syn musiał na zawsze porzucić życie ucznia i przygotować się do najważniejszego zajęcia – objęcia władzy w Szwecji. Ze względu na jego młody wiek ustanowiono regencję. W jej skład weszła babcia młodzieńca Jadwiga Eleonora z Holstein-Gottorp, kanclerz Bengt Oxenstierna, Nils Gyldenstolpe, Fabian Wrede. Karol brał udział w posiedzeniach rady regencyjnej bez prawa do czynnego działania, mimo to jej członkowie pytali młodzieńca o jego zdanie, chcą zyskać jego zgodę w omawianych kwestiach. Rada regencyjna, która nie cieszyła się zbytnio sympatią nie chciała całej władzy na siebie. W listopadzie 1697 roku zebrał się w Sztokholmie Riksdag, który miał ustalić najważniejsze kwestie po śmierci Karola XI. Stany wyraziły zgodę i wystosowały prośbę do syna zmarłego monarchy, by ten zgodził się przejąć władzę. Karol XII zrobił to 24 listopada (4 grudnia) 1697 roku. Pięć dni później zgromadzenie stanów ogłosiło króla pełnoletnim i zdolnym do samodzielnych rządów. Jak się miało później okazać, był to pierwszy i ostatni Riksdag, w którym Karol brał osobisty udział.
14 (24) grudnia 1697 roku Karol jechał przez Sztokholm do kościoła św. Mikołaja na ceremonię koronacyjną. Nie była to jednak uroczystość stricte związana z nałożeniem królewskiej korony na skronie Karola, gdyż ten już ją miał w chwili podróży. W świątyni miał być jedynie namaszczony przez arcybiskupa Olofa Svebiliusa. Król odebrał przysięgę wierności od stanów już poprzedniego dnia. Gdy dotarł na miejsce, po spięciu konia, korona spadła mu z głowy, co uznano za zły znak. Karol ubrany był w żałobny strój na znak śmierci ojca, na który narzucił purpurowy płaszcz koronacyjny z gronostajów, przytrzymywany po bokach przez Karla Magnusa Stuarta i Gustava Cronhielma. W prawej ręce dzierżył berło, w lewej lejce. Nad nim rozciągnięto baldachim niesiony przez członków Rady, hrabiów, feldmarszałków. W kościele arcybiskup wygłosił kazanie. Po odśpiewaniu wyznania wiary, Karol odłożył regalia i uklęknął przed duchownym, by ten dokonał aktu namaszczenia. Wówczas ampułka z olejami świętymi wypadła arcybiskupowi z rąk. To, co mocno zdziwiło zgromadzonych, to brak złożenia przysięgi królewskiej przez Karola. Po namaszczeniu sam włożył z powrotem koronę na głowę i wtedy oddano na jego cześć salut. Tak zakończyły się uroczystości i cały pochód w sypiącym śniegu udał się do Pałacu Wrangla, będącego tymczasową siedzibą Karola po zniszczeniu zamku Trzy Korony (spłonął w 1697 roku). Będący za sztandarem królewskim skarbnik Nils Schönberg rozrzucał wśród tłumu monety koronacyjne.

## Wczesne panowanie
Po ceremonii król rozpoczął nowy rozdział w swoim życiu. Od samego początku miał dużo zajęć. Wstawał już o godzinie 5:00. Z początku opierał się na wskazówkach danych mu przez ojca w liście, który podarował mu na łożu śmierci. Swoimi współpracownikami uczynił poleconych przez zmarłego króla Tomasa Polusa i Karla Pipera, którzy zostali obdarzeni tytułem szlacheckim, hrabiowskim i uzyskali stanowiska radców stanu. Z czasem to właśnie nielubiany i niepopularny Piper przejmował stopniowo de facto nadzór nad najważniejszymi sprawami państwowymi. Stał się pierwszym ministrem Karola XII od początku jego rządów. Z nim również dzielił trudy rządzenia. Początkowo młody król niewiele robił sobie z uwag, jakie zwracali mu Bengt Oxenstierna czy matka, czasem wręcz ich lekceważąc. Po przejęciu władzy król stał się małomówny, zamyślony i ostrożny w działaniach. Gdy jednak zakończył dzień pracy, a było to zwykle późnym popołudniem, ponownie stawał się wesołym młodzieńcem.

## Wczesne kampanie

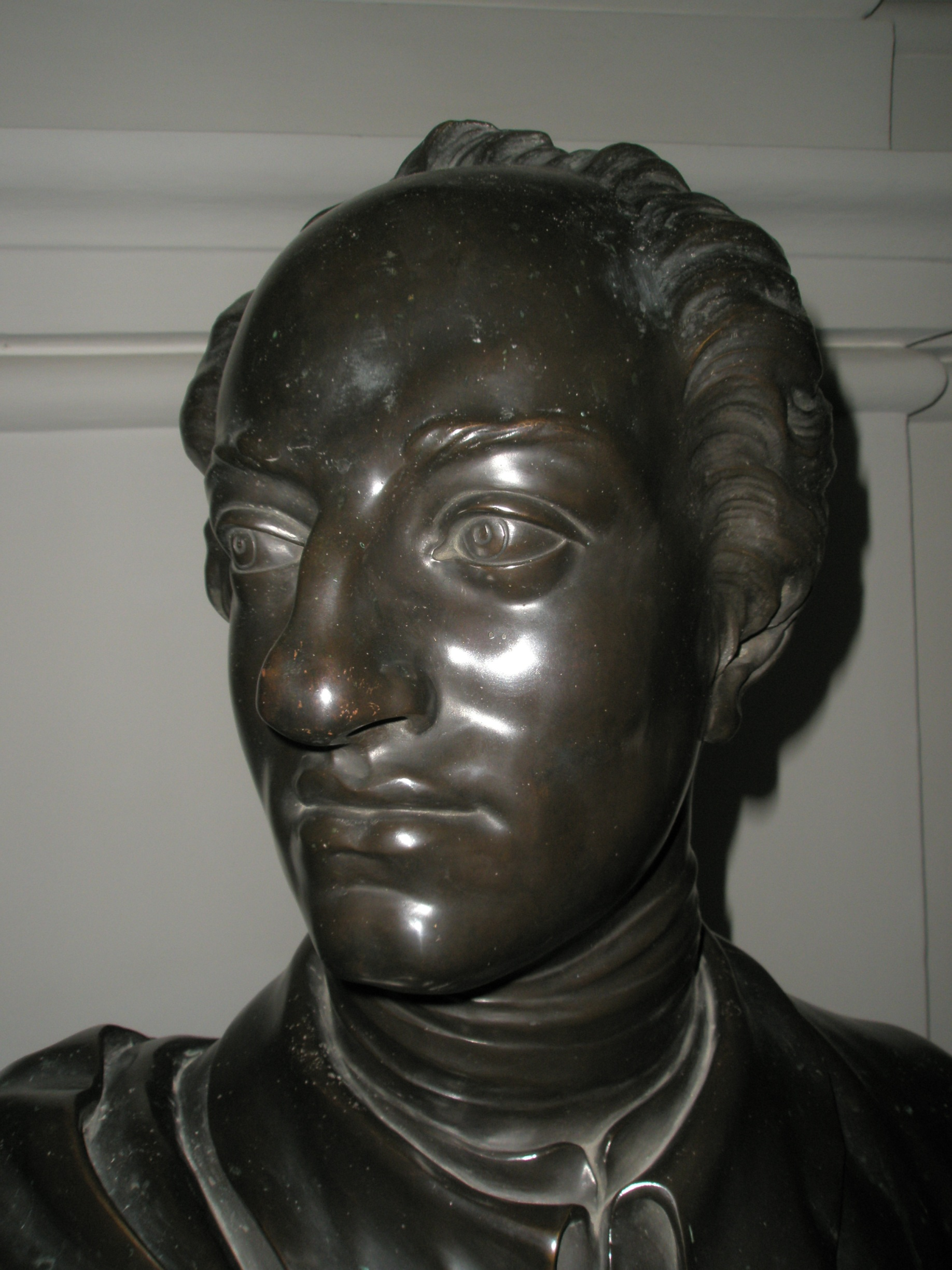
Popiersie Karola XII w Kościele Jezusowym w Cieszynie

W 1699 roku Dania, Rosja i Saksonia zawarły sojusz, początkowo defensywny, a następnie zaczepno-odporny skierowany przeciwko Szwecji. Monarchowie trzech państw uznali zgodnie, że Szwecja pod rządami młodego, 17-letniego wówczas władcy, Karola XII, nie będzie w stanie oprzeć się potrójnej napaści. Liczono na to, że hegemonia Szwecji wreszcie zostanie przełamana. Duńczycy wciąż liczyli na odzyskanie Skanii, prowincji pozostającej do roku 1658 (Traktat z Roskilde) w ich rękach (i od tamtej pory do dziś należącej do Szwecji). Rosjanie mieli nadzieję na odzyskanie utraconych (na mocy pokoju stołbowskiego z roku 1617) Ingrii oraz Karelii. Saksonia z kolei liczyła na zdobycie Inflant i uczynienie z nich dziedzicznego władztwa Wettynów.
Wojna nazwana później trzecią lub Wielką Wojną Północną rozpoczęła się od ataku Duńczyków na sprzymierzony ze Szwedami Holsztyn w marcu 1700 roku. Wkrótce potem wojska rosyjskie obległy Narwę, zaś saskie – Rygę. Karol XII postanowił eliminować swych wrogów pojedynczo. W pierwszej kolejności zaatakował i zmusił do kapitulacji Danię. Następnie postanowił jak najszybciej oswobodzić broniącą się resztkami sił Narwę. Zgromadził wszystkich żołnierzy, jakich miał bezpośrednio w dyspozycji (ok. 10,5 tys. ludzi), i stanął naprzeciw liczącej ok. 39 tys. żołnierzy armii rosyjskiej. Bitwa pod Narwą okazała się pierwszym wielkim sukcesem młodego monarchy.
Po zebraniu liczniejszych sił Karol XII nie zdecydował się na pogoń za Piotrem I po rozległym terytorium rosyjskim, ale postanowił wyprzeć z Inflant Sasów, którzy oblegali Rygę. W 1701 roku doszło do kolejnego wielkiego starcia w bitwie nad Dźwiną, z której Szwedzi znów wyszli zwycięsko pokonując wojska sasko-rosyjskie dowodzone przez feldmarszałka Adama Henryka von Steinaua. Karol XII zdecydował się wówczas na krok, który został przez wielu potomnych uznany za jego największy błąd polityczny. Otóż wskutek namowy Stanisława Poniatowskiego, wysłannika rodu Sapiehów, a także w wyjątkowo korzystnej sytuacji politycznej (unia polsko-saska), Karol XII zdecydował się na detronizację Augusta II w Polsce.
W roku 1701 zajął Kurlandię, po czym wkroczył na ziemie Rzeczypospolitej. W 1702 pokonał pod Kliszowem sasko-polskie wojska Augusta II Mocnego. Przez kolejne dwa lata systematycznie eliminował punkty oporu Sasów (m.in. oblężenie Torunia w 1703 r.). W 1704 wyparł Augusta II do Saksonii i wysłał Arvida Horna do Warszawy, by pod jego kierownictwem szlachta polska zawiązała konfederację warszawską oraz wybrała nowego króla – Stanisława Leszczyńskiego. Równolegle zawiązana, popierająca Augusta II konfederacja sandomierska, przysporzyła Karolowi XII największych utrudnień przez kolejne dwa lata, gdyż szlachta licznie opowiadała się za walką ze Szwedami („Jedni do Lasa, drudzy do Sasa”). Gdy w 1706 gen. Carl Gustaf Rehnskiöld pobił armię saską pod Wschową (Fraustadt), Karol XII wkroczył do Saksonii i zmusił Augusta II Mocnego do abdykacji (traktat w Altranstädt). Następnie postanowił rozprawić się z Rosją.

## Pobyt w Saksonii

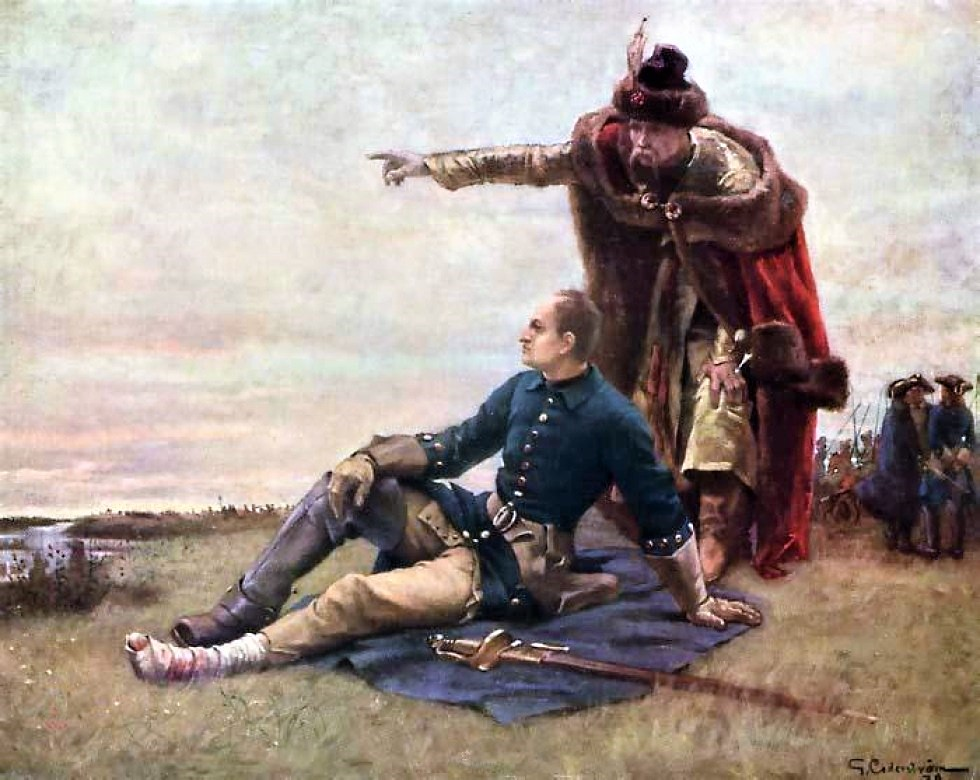
Karol XII i hetman kozacki Iwan Mazepa pod Połtawą, mal. Gustaf Cederström

Król szwedzki wkroczył do elektoratu Saksonii na czele zaniedbanej i strudzonej ostatnimi operacjami na Litwie i Wołyniu, lecz bitnej i wzorowo wyszkolonej 19-tysięcznej armii. Maszerując w stronę władztwa Augusta II, Szwedzi musieli przebyć Śląsk (część Królestwa Czech). Podczas przeprawy przez jedną z rzek Karol natknął się na rozentuzjazmowany tłum. Gdy wszyscy pozdrawiali i wiwatowali na cześć „króla luteran”, podszedł do niego stary szewc, który prosił go, by stanął w obronie współwyznawców prześladowanych w kraju rządzonym przez katolickich Habsburgów.
Tymczasem śmierć w zamieszkach poniósł kapral armii szwedzkiej prowadzący rekrutację na Śląsku, a posła szwedzkiego obraził urzędnik węgierski w Wiedniu. Zmusiło to Karola do wysłania listu do cesarza, w którym domagał się wydania urzędnika, wypłacenia odszkodowania za kaprala oraz cofnięcia uchwały o zamknięciu 130 świątyń luterańskich na Śląsku. Cesarz, wobec zmiennego powodzenia w toczącej się od 1702 roku wojnie, bliskości świetnej armii szwedzkiej i legendy niepokonanego dotąd młodego króla, zgodził spełnić wszystkie te warunki. W późniejszym czasie cesarz otrzymał list od papieża, w którym wyrażano niezadowolenie z powodu uległości wobec luteranina, na co odpisał: „Ojciec Święty może być zadowolony, że król Szwecji nie zażądał ode mnie, żebym przeszedł na protestantyzm, bo gdyby to zrobił, nie wiedziałbym, jak powinienem postąpić”.
Karol XII na tym jednak postanowił zakończyć swą europejską politykę i nie zdecydował się na udział w wojnie, pomimo poważnych rozmów jakie prowadził tak z księciem Marlborough, jak i posłem francuskim Jeanem Victorem de Besenvalem.
Pod koniec pobytu w Saksonii Karol XII zdecydował się odwiedzić Augusta, będącego zresztą jego kuzynem. Odłączywszy się od armii, podążył wraz z kilkoma drabantami do Drezna. Niecodzienne poczucie humoru sprawiło, że król postanowił zachować swoje „incognito” i wkroczył do miasta podszywając się pod zwykłego drabanta. Rozpoznał go jednak gen. Flemming i doprowadził do Augusta. Odwiedziny te mogły zakończyć się dla Karola tragicznie, bowiem w otoczeniu Augusta nie brakowało osób poważnie rozważających możliwość pochwycenia lub nawet zamordowania władcy szwedzkiego. Gdy później generałowie czynili mu z tego powodu wymówki, Karol uśmiechnął się i odparł: „Nie było żadnego niebezpieczeństwa, gdyż moja armia była w pobliżu”.
Szwedzki monarcha prowadził intensywną rekrutację w Rzeszy niemieckiej. Tłumy garnęły się do służby pod niepokonanym „Aleksandrem”, a wielu chętnych przysporzyła mu także interwencja w sprawie luteran śląskich. Wkraczając do elektoratu, Karol miał do dyspozycji ok. 19 tysięcy ludzi w armii polowej. W chwili przekraczania jego granic z powrotem miał pod sobą już 34 tysiące żołnierzy. Łącznie z jednostkami stacjonującymi w Polsce (korpus gen. Krassowa), armia szwedzka liczyła prawie 44 tysiące żołnierzy.

## Marsz na wschód
Gdy Karol XII wyprawiał się na Moskwę, Polska wciąż była mocno podzielona. Wyraźna była granica wpływów: Wielkopolska, Prusy i Mazowsze wspierające Szwedów, zaś Małopolska w tym województwo ruskie sprzyjające Augustowi. Na ziemiach proszwedzkich stacjonowały garnizony i oddziały szwedzkie, na pozostałych – rosyjskie. Ponadto na Litwie króla szwedzkiego wspierały dwa najpotężniejsze rody tych ziem – Wiśniowieccy i Sapiehowie, ale drobna szlachta była im przeciwna. Walki jednak częściowo ustały, co wynikało z tego, że w roku 1708 konfederacja sandomierska była już mocno osłabiona, zaś Karol XII był zajęty inwazją na Rosję.

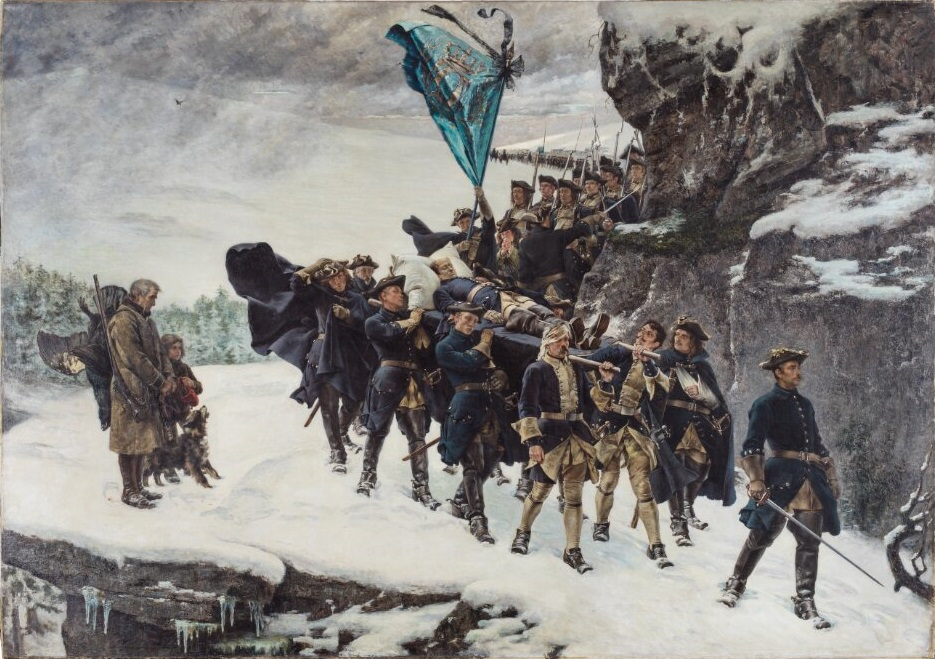
Transport ciała Karola XII, obraz Gustafa Cederströma (1884)

Plan był dość prosty. Główna armia, licząca nieco ponad 30 tysięcy żołnierzy miała przedrzeć się przez Litwę i kierować w stronę Moskwy. W tym samym czasie korpus generała Adama Ludwika Lewenhaupta, głównodowodzącego wojsk w Kurlandii, miał gromadzić zaopatrzenie i w odpowiednim momencie dołączyć do Karola. Trudności spotkały Szwedów już na samym początku kampanii. Maszerując przez pogranicze litewsko-mazowieckie, zbagatelizowali zagrożenie ze strony rdzennej ludności – Kurpiów. Stosując partyzancką walkę w puszczach Kurpiowszczyzny, zadali oni poważne straty armii szwedzkiej. Karol XII stracił ok. 1000 ludzi, kilka tysięcy koni oraz sporą ilość wozów taborowych. Po porażce w 1708 pod Leśną Szwedzi skierowali się na Ukrainę. Tam połączyli się ze zbuntowanym przeciwko Rosji hetmanem kozackim Iwanem Mazepą. Karol XII odniósł ranę podczas oblężenia Połtawy. Po klęsce pod Połtawą poniesionej w 1709 w starciu z wojskami Piotra I Wielkiego, uciekł do Turcji, gdzie został internowany w Varnițy w pobliżu Bender. Namówił sułtana do ataku na Rosję (1710). Po zwycięstwie Turcji i zawarciu pokoju rosyjsko-tureckiego w Adrianopolu, został wydalony z Mołdawii w 1713. W przebraniu przedostał się do Szwecji.
Po przystąpieniu kolejnych państw do koalicji antyszwedzkiej Karol XII kontynuował wojnę. Zaatakował należącą do Danii Norwegię. Zginął w roku 1718 trafiony w głowę najprawdopodobniej pociskiem kartacza podczas oblężenia twierdzy Fredriksten w Norwegii.
Był ostatnim władcą absolutnym w Szwecji.

## Współczesność
Współcześnie wielu miłośników historii Skandynawii tworzy dzieła artystyczne nawiązujące do Karola XII. Jednym z takowych jest szwedzki zespół Sabaton i ich płyta o nazwie Carolus Rex, wydana w 2012, którą nazwano na cześć króla. Znajduje się na niej także pięć utworów opowiadających o nim: The Carolean’s Prayer, Carolus Rex, Poltava, Long Live The King oraz Ruina Imperii.

## Genealogia
| Prapradziadkowie                    | Jan I Wittelsbach (1550–1604) ∞1579 Magdalena z Jülich-Kleve-Berg (1553–1633)         | król Szwecji Karol IX Waza (1550–1611) ∞1579 Anna Maria Wittelsbach (1561–1589)       | Jan Adolf (książę Holsztynu-Gottorp) (1575–1616) ∞1596 Augusta Oldenburg (1580–1639)       | elektor Saksonii Jan Jerzy I Wettyn (1585–1656) ∞1607 Magdalena Sybilla Hohenzollern (1586–1659) | król Danii Fryderyk II Oldenburg (1534–1588) ∞1572 Zofia meklemburska (1557–1631)           | elektor Brandenburgii Joachim Fryderyk Hohenzollern (1546–1608) ∞1570 Katarzyna Hohenzollern (1549–1602) | Wilhelm Młodszy z Brunszwiku-Lüneburga (1535–1592) ∞1561 Dorota Oldenburg (1546–1617)             | Ludwik z Hesji-Darmstadt (1577–1626) ∞1598 Magdalena Hohenzollern (1582–1616)                     |
| Pradziadkowie                       | Jan Kazimierz Wittelsbach (1589–1652) ∞1615 Katarzyna Wazówna (1584–1638)             | Jan Kazimierz Wittelsbach (1589–1652) ∞1615 Katarzyna Wazówna (1584–1638)             | Fryderyk III (książę Holsztynu-Gottorp) (1597–1659) ∞1630 Maria Elżbieta Saska (1610–1684) | Fryderyk III (książę Holsztynu-Gottorp) (1597–1659) ∞1630 Maria Elżbieta Saska (1610–1684)       | król Danii Chrystian IV Oldenburg (1577–1648) ∞1597 Anna Katarzyna Hohenzollern (1575–1612) | król Danii Chrystian IV Oldenburg (1577–1648) ∞1597 Anna Katarzyna Hohenzollern (1575–1612)              | Jerzy (książę Brunszwiku-Lüneburga) (1582–1641) ∞1617 Anna Eleonora z Hesji-Darmstadt (1601–1659) | Jerzy (książę Brunszwiku-Lüneburga) (1582–1641) ∞1617 Anna Eleonora z Hesji-Darmstadt (1601–1659) |
| Dziadkowie                          | król Szwecji Karol X Gustaw (1622–1660) ∞1654 Jadwiga Elenora holsztyńska (1636–1715) | król Szwecji Karol X Gustaw (1622–1660) ∞1654 Jadwiga Elenora holsztyńska (1636–1715) | król Szwecji Karol X Gustaw (1622–1660) ∞1654 Jadwiga Elenora holsztyńska (1636–1715)      | król Szwecji Karol X Gustaw (1622–1660) ∞1654 Jadwiga Elenora holsztyńska (1636–1715)            | król Danii Fryderyk III Oldenburg (1609–1670) ∞1643 Zofia Amelia brunszwicka (1628–1685)    | król Danii Fryderyk III Oldenburg (1609–1670) ∞1643 Zofia Amelia brunszwicka (1628–1685)                 | król Danii Fryderyk III Oldenburg (1609–1670) ∞1643 Zofia Amelia brunszwicka (1628–1685)          | król Danii Fryderyk III Oldenburg (1609–1670) ∞1643 Zofia Amelia brunszwicka (1628–1685)          |
| Rodzice                             | król Szwecji Karol XI (1655–1697) ∞1680 Ulryka Eleonora Oldenburg (1656–1693)         | król Szwecji Karol XI (1655–1697) ∞1680 Ulryka Eleonora Oldenburg (1656–1693)         | król Szwecji Karol XI (1655–1697) ∞1680 Ulryka Eleonora Oldenburg (1656–1693)              | król Szwecji Karol XI (1655–1697) ∞1680 Ulryka Eleonora Oldenburg (1656–1693)                    | król Szwecji Karol XI (1655–1697) ∞1680 Ulryka Eleonora Oldenburg (1656–1693)               | król Szwecji Karol XI (1655–1697) ∞1680 Ulryka Eleonora Oldenburg (1656–1693)                            | król Szwecji Karol XI (1655–1697) ∞1680 Ulryka Eleonora Oldenburg (1656–1693)                     | król Szwecji Karol XI (1655–1697) ∞1680 Ulryka Eleonora Oldenburg (1656–1693)                     |
| Karol XII (1682–1718), król Szwecji |                                                                                       |                                                                                       |                                                                                            |                                                                                                  |                                                                                             | |                                                                                                   |                                                                                                   |